# Tony Humphries
Tony Humphries (Brooklyn, 1957) è un disc jockey, produttore discografico e remixer statunitense.
È uno tra i progenitori della musica house insieme ai dj newyorkesi David Morales e Frankie Knuckles.
Sin dall'infanzia si avvicina al mondo della musica, mentre durante tempi del college è dj per hobby. Nonostante alcune serate nei club di Manhattan, lavora inizialmente alla redazione del giornale Daily News di New York, mentre sarà soltanto nel 1980 che prenderà seriamente in considerazione la carriera di disc jockey. Più tardi, nel 1981, Humphries consegna al produttore Shep Pettibone una cassetta mixata con la sua musica, che verrà in seguito trasmessa in un programma radiofonico della famosa radio di New York, Kiss FM, dove il produttore stesso lavora. Una volta terminato il contratto con la radio, Tony Humphries sostituisce Pettibone presentando un nuovo programma, che andrà in onda per ben quindici anni, il venerdì e il sabato.
Nel 1982, tutti i sabati sera, lavora in diretta radiofonica come dj resident in un club del New Jersey, il Zanzibar Club, club in cui lavorerà dodici anni. Successivamente diventa dj resident al Ministry of Sound di Londra e all'Echoes di Rimini.
Dopo un lungo soggiorno in Europa, nel 1997 torna negli Stati Uniti per fondare la propria etichetta discografica la Yellorange, ancora oggi una delle più conosciute etichette house.
Molteplici, sono anche i remix realizzati nel corso della sua carriera. Fra i tanti vi sono quelli per Mtume, con cui vinse il suo primo disco d'oro, per Chaka Khan, Regina Belle, Donna Summer, Jungle Brothers e Queen Latifah. Più recentemente ha lavorato con Boy George, Deee-Lite, Dimitri From Paris, Beloved, Inner City, Soul II Soul, Brand New Heavies, Adeva, KLF, Juliette Roberts, The Cure, Lil Louis, Park Avenue, Ultranatè, Joe Smooth, The Style Council, e Dario Lotti.